# Comuna de Torzym
Torzym (polaco: Gmina Torzym) é uma gminy (comuna) na Polónia, na voivodia da Lubúsquia e no condado de Sulęciński. A sede do condado é a cidade de Torzym.
De acordo com os censos de 2004, a comuna tem 6798 habitantes, com uma densidade 18,1 hab/km².

## Área
Estende-se por uma área de 374,87 km², incluindo:
- área agricola: 29%
- área florestal: 62%

## Demografia
Dados de 30 de Junho 2004:
|                      | Total   | Total | Mulheres | Mulheres | Homens  | Homens |
| -------------------- | ------- | ----- | -------- | -------- | ------- | ------ |
|                      | pessoas | %     | pessoas  | %        | pessoas | %      |
| População            | 6798    | 100   | 3389     | 49,9     | 3409    | 50,1   |
| Densidade (pop./km²) | 18,1    | 100   | 9        | 9        | 9,1     | 9,1    |

De acordo com dados de 2002, o rendimento médio per capita ascendia a 1478,99 zł.

## Subdivisões
- Bargów, Bielice, Bobrówko, Boczów, Debrznica, Drzewce, Drzewce-Kolonia, Garbicz, Gądków Mały, Gądków Wielki, Grabów, Koryta, Kownaty, Lubin, Lubów, Mierczany, Pniów, Prześlice, Tarnawa Rzepińska, Walewice, Wystok.

## Comunas vizinhas
- Bytnica, Cybinka, Łagów, Maszewo, Ośno Lubuskie, Rzepin, Sulęcin